# K-Wagen
Il K-Wagen, abbreviazione della dicitura completa Kolossal Kampfwagen e indicato anche come Großkampfwagen, è stato un carro armato superpesante progettato nel 1917 dall'Impero tedesco.
Scaturito dall'idea dello stato maggiore dell'Esercito imperiale tedesco di disporre di una specie di fortezza mobile sul fronte occidentale, fu armato con quattro cannoni da 77 mm, sette mitragliatrici da 7,92 mm e rivestito con una corazzatura di 20–30 mm: insieme alle notevoli dimensioni (poco meno di 13 metri di lunghezza), queste caratteristiche portarono a un peso stimato di 150 tonnellate, causa prima di problemi logistici e critiche. Il progetto andò comunque avanti e incontrò difficoltà produttive di ogni genere, tanto che alla fine della prima guerra mondiale solo due dei dieci esemplari ordinati erano stati quasi completati. Gli Alleati ne ordinarono e ottennero l'immediata demolizione nel 1919.

## Storia

### Sviluppo
La comparsa dei primi carri armati britannici durante la battaglia della Somme, nel settembre 1916, causò sorpresa e preoccupazione nell'alto comando dell'Esercito imperiale tedesco che, nelle settimane successive, attivò un apposito ufficio tecnico per progettare le nuove macchine militari: ebbe il nome Allgemeine Kriegsdepartement 7, Abteilung Verkehrwesen ("Dipartimento generale della guerra 7, sezione trasporti", in breve A7V), fu affidato all'ingegnere capo Joseph Vollmer e lavorò a fianco dell'Ufficio trasporti motorizzati (Chefkraft) guidato dal colonnello Hermann Meyer. L'esercito impose subito uno stretto controllo sulle attività del neocostituito comitato e volle che fosse studiata una sorta di fortezza su cingoli, ben corazzata e dal numeroso armamento per dominare il campo di battaglia e riuscire a penetrare attraverso il fronte degli Alleati anglo-francesi: la richiesta fu formalmente inoltrata dal ministero della Guerra il 31 marzo 1917. Vollmer era già impegnato nella progettazione del carro d'assalto A7V e di veicoli più leggeri, pertanto ebbe come collaboratore un capitano indicato dalle fonti come Wegner o Weyner per lo sviluppo di quello che fu definito Kolossal-Wagen, abbreviato in K-Wagen. Una seconda denominazione abbastanza diffusa era Großkampfwagen, alla lettera "grande carro armato".
Le specifiche tecniche inoltrate dal ministero della Guerra delinearono un mezzo capace di superare agevolmente trincee larghe 4 metri, protetto da una corazzatura spessa 30 mm su fronte e lati dello scafo e con un equipaggio di 18 uomini, necessario per azionare l'armamento articolato su quattro mitragliatrici da 7,92 mm, due lanciafiamme e uno o due pezzi da 57 mm o 77 mm. Vollmer e il capitano previdero un veicolo a cingoli avvolgenti, ma operarono presto una serie di cambiamenti al progetto man mano che i lavori andavano avanti: tra i più importanti, la rinuncia ai lanciafiamme, la scelta per quattro pezzi da 77 mm piazzati a coppie in due vistose gondole laterali, l'aumento del numero di mitragliatrici. La massa del carro era però cresciuto a dismisura a 140-150 tonnellate, perciò Vollmer ridusse la lunghezza a meno di 13 metri e nuovi calcoli stimarono che il peso fosse diminuito a circa 120 tonnellate. Si trattava comunque di una mole notevole che i previsti due motori Daimler da 200 hp l'uno non avrebbero potuto spingere; furono dunque scambiati con due propulsori sempre della Daimler, ma che insieme generavano una potenza di oltre 1 000 hp. In ogni caso, il trasporto ferroviario al fronte e l'impiego sul campo rimanevano problematici per le dimensioni e, così, fu stabilito che il veicolo sarebbero stati portati nella zona d'operazioni scomposto e riassemblato prima di entrare in battaglia: ciascuna sezione avrebbe pesato tra le 18 e le 25 tonnellate oppure circa 30 tonnellate, per un totale di quattro distinti carichi. Un simile progetto suscitò in breve numerose critiche per l'oggettiva difficoltà di realizzazione, oltreché per la dubbia utilità di un'enorme "corazzata terrestre" sul butterato terreno del fronte occidentale, percorso da fitti sistemi di trincee. In risposta, il Chefkraft e il ministero della Guerra affermarono che era stato il feldmaresciallo Paul von Hindenburg in persona ad aver richiesto questi veicoli, il che mise a tacere qualsiasi opposizione; tuttavia il 18 ottobre 1917 la sezione del Chefkraft incaricata dei collaudi redasse un rapporto pessimistico dopo aver studiato l'uso dei corazzati da parte alleata e le prime esperienze con i pesanti A7V: secondo il personale, il K-Wagen avrebbe potuto essere impiegato solo in posizione statica. Poco dopo, entro il mese di dicembre, Vollmer e il capitano suo collaboratore consegnarono le cianografie complete del carro.

### Produzione e destino finale
Il ministero della Guerra e il colonnello Meyer avevano già approvato la costruzione di dieci esemplari il 28 giugno 1917; inoltre avevano stabilito in otto mesi il tempo necessario per la fabbricazione e la consegna, invece dei dodici mesi che all'inizio si era ritenuti necessari. Nessuna azienda coinvolta nella produzione bellica, però, si rivelò capace di gestire una simile commessa perché non disponeva né delle conoscenze tecniche né delle attrezzature: l'esercito si rivolse dunque alle ditte di ingegneria civile per la costruzione di ponti. Cinque esemplari furono alla fine appaltati alla Riebe Kugellager- und Werkzeugfabrik GmbH, nel quartiere berlinese di Weißensee, e gli altri cinque alla Waggonfabrik Wegmann di Kassel. La produzione prese avvio nel 1918 e risucchiò materie prime e forza lavoro in gran quantità, proprio in un momento di crisi industriale per la Germania, e procedendo comunque con lentezza per le continue difficoltà ingegneristiche; ad esempio, tutti i grossi ingranaggi dovettero essere progettati ex-novo e fabbricati con macchine utensili.
Al momento della capitolazione tedesca dell'11 novembre 1918 la Riebe Kugellager era quasi riuscita a completare uno dei suoi K-Wagen e un secondo era in attesa degli apparati motore e di altre apparecchiature; agli impianti Wegmann si trovava invece uno scafo corazzato pressoché finito. La Commissione interalleata di controllo, demandata a supervisionare il disarmo delle forze armate imperiali, rimase impressionata dai mezzi e ne pretese l'immediata demolizione. L'ingegner Vollmer cercò di contrattare una serie di collaudi prima di ottemperare alla richiesta, ma senza successo. I K-Wagen furono dunque smantellati all'inizio del 1919 senza essere stati testati.

## Tecnica
Il K-Wagen aveva dimensioni 12,70 × 6 metri, con un'altezza di 3 metri e un peso che, alla fine, era tornato a circa 150 tonnellate/165 tonnellate con equipaggio, carburante e munizioni. La luce libera era di 50 cm e il veicolo sviluppava una pressione al suolo specifica di 0,50 kg/cm²..

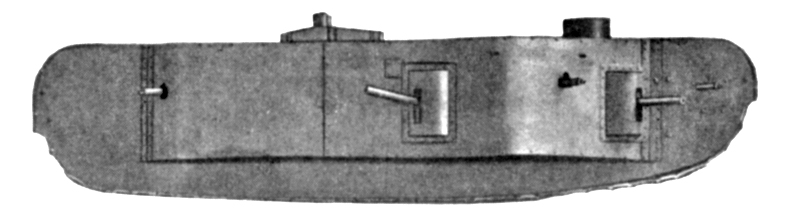
Il veicolo visto di profilo (il lato anteriore è a destra): si notano parte delle mitragliatrici, la cupola e gli scarichi dei motori

La massa del carro originava sia dalle dimensioni, sia dalla corazzatura in acciaio, spessa 30 mm sul lato anteriore e lungo le fiancate; si riduceva a 20 mm sul retro e il valore minimo arrivava a 10 mm, sebbene non si sappia se in corrispondenza del fondo o del tetto. Il poderoso armamento era stato distribuito lungo tutto il perimetro del veicolo e si articolava su quattro cannoni da 77 mm e sette mitragliatrici pesanti MG 08 da 7,92 mm. I pezzi erano accoppiati in due vistose e prolungate gondole laterali, rimuovibili per il trasporto ferroviario in modo da dimezzare la larghezza del carro, con due cannoni in caccia e due in ritirata. Ogni pezzo aveva un proprio modesto scudo verticale incluso in un più ampio e spesso mantelletto semicilindrico, a sua volta inserito nelle apposite aperture della gondola; sul lato sinistro del mantelletto era stata ricavata una sottile feritoia verticale per l'impiego del sistema di mira ottico. Il cannone era montato su un affusto che impegnava un basamento semicircolare dentellato atto al brandeggio; freno di sparo e recuperatore erano stati installati al di sotto della canna. Alla parte inferiore dell'affusto e disassato sulla sinistra era vincolato un seggiolino per l'artigliere, che comandava alzo e brandeggio grazie a due ruotini collocati sotto al mirino telescopico. La scorta di munizioni era di 800 proietti, ma il modello esatto di cannone non è conosciuto: si sa, tuttavia, che i quattro che armarono il K-Wagen quasi completato era stati prelevati dalla fortezza di Idstein. Tra le due artiglierie di ciascuna gondola fu inserita una MG 08 su affusto a sfera e una seconda arma automatica fu aggiunta alla faccia posteriore, rivolta in ritirata; le altre tre MG 08 furono concentrate nel muso del carro, dove era stata organizzata la camera di guida: due laterali e una frontale. Per alimentare il fuoco delle mitragliatrici il veicolo poteva trasportare 21 000 cartucce. Una fonte afferma che le armi erano delle mitragliatrici leggere lMG 08/15.
La metà posteriore del veicolo era occupata dall'apparato propulsore e da un locale dedicato all'ingombrante doppia trasmissione, dato che il mezzo era spinto da due motori Daimler a carburazione di origine navale: ciascuno presentava sei cilindri, un sistema di raffreddamento a glicole etilenico ed erogava 650 hp a 1 100 giri al minuto, per una potenza complessiva di 1 300 hp. Le frizioni, studiate proprio per il K-Wagen, erano di tipo elettromagnetico e i due cambi consentivano tre marce avanti e una retromarcia; fu calcolato che si sarebbe potuto raggiungere una velocità massima di 7,5 km/h e tenere una minima di 1,9 km/h. I motori erano serviti da alcuni serbatoi che contenevano un totale di 3 000 litri di benzina, sufficienti per una stimata autonomia di solo 25 chilometri. La trazione era posteriore e l'albero di trasmissione correva lungo il pavimento dello scafo fino alla postazione di guida anteriore. Il treno di rotolamento era ammortizzato da quaranta grosse molle elicoidali (venti per lato) ed era stato dotato di cingoli larghi 800 mm, ideati appositamente a partire da quelli in uso sugli escavatori a benna: ogni maglia, infatti, possedeva sulla faccia interna un rullo che a sua volta impegnava i supporti dei molloni. Completavano il treno di rotolamento la ruota posteriore motrice e quella di rinvio anteriore. Gli scarichi del motore erano stati convogliati in due grandi marmitte collocate in parallelo sul tetto, attorniate da otto griglie d'aerazione per facilitare il raffreddamento dei motori; due furono ricavate dietro alle marmitte, le altre sei sulla parte posteriore delle gondole (tre ognuna).
L'equipaggio era composto da 22 uomini. I due conducenti sedevano nel piccolo comparto guida, dovevano fare uso anche delle tre MG 08 di prua ma non avevano modo di osservare l'esterno; prendevano ordini dal comandante, seduto in una postazione dietro di loro dotata di una cupola a tamburo che, tuttavia, era molto bassa: l'angolo morto della visuale del capocarro era perciò notevole. Al suo fianco prendeva posto un ufficiale d'artiglieria, incaricato di dirigere i serventi dei cannoni da 77 mm, e ogni mitragliatrice era manovrata da un militare. Nei pressi del vano motore operavano infine due meccanici e un addetto alle comunicazioni. L'interno era illuminato da lampadine elettriche e in generale l'abitabilità e i sistemi di comunicazione erano stati oggetto di attenta progettazione: si erano utilizzate, dopo le opportune modifiche, apparecchiature tratte dagli U-Boot.